# Hide and Seek (Severance)
"Hide and Seek" es el sexto episodio de la serie de televisión de ciencia ficción y suspenso psicológico Severance. El episodio fue escrito por la productora Amanda Overton y dirigido por la productora Aoife McArdle. Se estrenó en Apple TV+ el 18 de marzo de 2022.
La serie sigue a los empleados de Lumon Industries, una corporación de biotecnología que utiliza un procedimiento médico llamado "separación" para separar los recuerdos de sus empleados dependiendo espacialmente de si están en el trabajo o no. Cuando los trabajadores despedidos están en el trabajo, se les llama "innies" y no pueden recordar nada de sus vidas ni del mundo exterior. Cuando están fuera del trabajo, se les llama "outies" y no pueden recordar su tiempo de trabajo. Debido a esto, Innie y Outie experimentan dos vidas diferentes, con personalidades y agendas distintas. En este episodio, Mark intenta formar una alianza entre MDR y O&D, mientras Cobel comienza a establecer medidas más estrictas.
El episodio recibió elogios de la crítica, que elogió las actuaciones, la escritura, el desarrollo de los personajes y las revelaciones.

## Trama
Graner (Michael Cumpsty) llama a Cobel (Patricia Arquette) para informarle que ha identificado a la ex empleada Reghabi como la responsable de la reintegración de Petey. Mark (Adam Scott) regresa a casa y recupera el teléfono de Petey, tirando la batería a la basura.
Burt (Christopher Walken) lleva a Irving (John Turturro) a una habitación que cree que pueden usar sólo para ellos. Aunque Irving ama a Burt, todavía no está listo para comprometerse en una relación. Devon (Jen Tullock) se encuentra a Gabby (Nora Lange), una mujer que conoció en la maternidad, pero Gabby no la reconoce. Conoce a su marido, Angelo, y Devon está confundido por el hecho de que ella cambió el nombre de su bebé. Por no vigilar a Helly (Britt Lower), la Sra. Casey (Dichen Lachman) es enviada a la sala de descanso. Mark protesta por esto, y Cobel lo castiga revocando los privilegios de pasillo de MDR ya que MDR está retrasado.
Molesto, Mark consigue que Irving los lleve a O&D, sin saber que Cobel y Milchick (Tramell Tillman) los están vigilando. Al reunirse con Burt y sus colegas, Mark pide a los departamentos que trabajen juntos para descubrir los secretos de Lumon. Milchick llega y los obliga a regresar a MDR, aunque Dylan (Zach Cherry) roba una tarjeta ideográfica. Por violar las reglas, Mark se ve obligado a ir a la sala de descanso y se encuentra con la Sra. Casey al salir. Devon busca a Angelo en Internet y descubre que es un senador estatal que apoya el procedimiento de cercenadura. Luego, ella y Ricken (Michael Chernus) se reúnen con su asesora de lactancia, que resulta ser la Sra. Selvig.
De regreso a casa, Dylan está jugando con su hijo, cuando su versión "intus" reaparece y aparece Milchick. Él exige que le devuelva la tarjeta, que Dylan afirma haber escondido en el baño. El intus de Dylan se sorprende cuando descubre que tiene un hijo, y Milchick se va después de restaurarlo a su versión exterior. Cuando Graner encuentra una posible pista sobre la ubicación de Reghabi, Cobel ordena que se instale una puerta cerrada con tarjeta en la entrada de MDR. Durante otra cita, Mark y Alexa (Nikki M. James) asisten a un show de la banda de punk-rock de la hija de Petey, que interpreta una canción anti-Lumon para los asistentes. Después de besarse, van a la casa de Mark para tener sexo. En mitad de la noche, Mark decide arreglar el teléfono de Petey, que vuelve a sonar. Él responde y una mujer le pregunta qué le dijo Petey. Cuando Mark le explica que no sabe mucho, ella le pide reunirse con él. Llega a una universidad, donde la mujer, Reghabi (Karen Aldridge), le pide que la siga.

## Desarrollo

### Producción
El episodio fue escrito por la productora Amanda Overton y dirigido por la productora Aoife McArdle. Esto marcó el primer crédito como guionista de Overton y el tercero como director de McArdle.

## Reseñas críticas
"Hide and Seek" recibió elogios de la crítica. Matt Schimkowitz de The AV Club le dio al episodio una "A-" y escribió: "En "Hide And Seek", Arquette presenta la versión más gélida y aterradora de Cobel hasta el momento. Y no me refiero solo a cuando se pone a cantar una canción apasionada con letras como "Kier, chosen one, Kier" mientras disciplina al equipo de MDR".
Erin Qualey de Vulture le dio al episodio una calificación perfecta de 5 estrellas sobre 5 y escribió: "El episodio de esta semana de Severance proporciona una gran cantidad de información: contexto para el funcionamiento interno de Lumon, las enseñanzas de Kier y la evolución del proceso de separación". 
Oliver VanDervoort de Game Rant escribió: "El episodio 6 de Severance, titulado "Hide and Seek", lleva a la serie de Apple TV Plus en una dirección que no había tomado antes, ya que parece que tanta o más acción tiene lugar fuera del edificio Lumon que dentro. También hay muchos sucesos espeluznantes dentro del edificio, pero parece que lo que sea que esté tramando la compañía es mucho más trascendental de lo que la audiencia tenía motivos para creer hasta ahora. Esta última entrega de la serie de Apple TV también agrega bastante más acción y bastantes más preguntas que los últimos episodios combinados".  Breeze Riley de Telltale TV le dio al episodio una calificación de 4 estrellas de 5 y escribió: "A quién se supone que debes apoyar en Severance es bastante obvio. Por eso es frustrante ver su total impotencia después de todos sus intentos de resistencia". 
Mary Littlejohn de TV Fanatic le dio al episodio una calificación de 4.5 estrellas de 5 y escribió: "Fue un episodio típicamente inquietante de Severance, pero hubo un buen equilibrio entre la luz y la oscuridad aquí".  Caemeron Crain de TV Obsessive escribió: "Tuvimos que esperar hasta el sexto episodio, pero Severance finalmente nos mostró la versión outie de alguien en el equipo MDR además de Mark, ya que S1E6 encuentra a Milchick visitando a Dylan en su casa". 